# 3775 Ellenbeth
3775 Ellenbeth (1931 TC4) là một tiểu hành tinh vành đai chính được phát hiện ngày 6 tháng 10 năm 1931 bởi Tombaugh, C. W. ở Flagstaff (LO).